# Sigurd Jónsson
Sigurd Jónsson, född omkring 1590, död 1661, var en isländsk präst i Presthólar på Island. Han var representerad i danska Psalmebog for Kirke og Hjem.